# Celler Kiss Tamás
Celler Kiss Tamás (Verbász, 1995. január 3. –) vajdasági magyar költő.

## Élete
Szenttamáson nőtt fel. Első kötete Anyaméh címmel látott napvilágot a zEtna Kiadó gondozásában 2015-ben.
Második verseskötete, A mérgezett gyalog a Forum Könyvkiadó Intézet és a Fiatal Írók Szövetsége közös kiadásában jelent meg 2021-ben.

## Önálló kötetek
- Anyaméh. Versek; zEtna, Zenta, 2015 (Vulkánfíber)
- A mérgezett gyalog; Forum–FISZ, Budapest, 2021 (Hortus Conclusus)

## Díjai
- Sinkó Ervin-díj (2015)
- Móricz Zsigmond-ösztöndíj (2019)